# Бранка
Бранка је женско словенско име, присутно у Србији, Републици Српској, Хрватској, Словенији и Чешкој. То је женски облик имена Бранко или је изведено од имена Бранислава.

## Популарност
У Словенији је ово име 2007. било на 79. месту по популарности. И у Хрватској је ово име било веома популарно током двадесетог века, нарочито у Загребу, Осијеку и Ријеци, мада му је последњих година популарност опала..